# Шли, Чарльз
Чарльз Вильгельм Дэниэль Шли (англ. Charles Wilhelm Daniel Schlee; 21 июля 1873, Копенгаген, Дания — 5 января 1947, Кембридж, Массачусетс, США) — американский велогонщик, чемпион летних Олимпийских игр 1904.
На Играх 1904 в Сент-Луисе Шли соревновался в шести гонках из семи, не приняв участие в заезде на 0,25 мили. Он стал чемпионом на дистанции 5 миль с результатом 13:08,2. Кроме этого, он стал четвёртым в заезде на 0,33 мили, дошёл до полуфинала в 0,5 и 1 мили, остановился между 5-й и 13-й позициями в гонке на 2 мили и не смог финишировать в соревновании на 25 миль.